# Rok na vsi
Rok na vsi s podtitulem Kronika moravské dědiny je románová kronika Aloise Mrštíka za spoluautorství jeho bratra Viléma ve dvou svazcích, vydaná poprvé v letech 1903–1904.
Rok na vsi popisuje události ve fiktivní moravské vesničce Habrůvce pravděpodobně od podzimu do léta jednoho roku v posledním desetiletí 19. století. Autor v díle ukazuje různé zvyky, tradice, obyčeje a zábavy, které se přes rok konají na vsi. Dialogy postav užívají dialektu na pomezí hanáckého a slováckého nářečí. Inspirací byla Aloisovi vesnice Diváky, kde působil jako učitel a správce školy.
Kniha se dělí na Rok na vsi l. a na Rok na vsi ll.